# Armand Barbès
Pour les articles homonymes, voir Barbès.
 (juillet 2022).
Les informations dans cet article sont mal organisées, redondantes, ou il existe des sections bien trop longues. Structurez-le ou soumettez des propositions en page de discussion.
Avec le temps, il arrive que le contenu présent dans un article devienne désordonné. Il est souvent nécessaire de réorganiser l'article de fond en comble.
- Il faut tout d’abord répartir le contenu de l'article en plusieurs sections. Les informations doivent ensuite être exposées clairement et le plus synthétiquement possible, regroupées par sujet afin d'éviter les doublons. Quelqu'un cherchant une information précise doit pouvoir la trouver rapidement en lisant la section appropriée.
- À l'intérieur de chaque section, le texte, souvent initialement sous la forme de phrases éparses, doit être regroupé dans des paragraphes de quelques lignes, en assurant un enchaînement logique et une cohérence entre les phrases.
- Lorsque l'article ou l'une de ses sections développe trop longuement un point qui n'est pas dans le cœur du sujet traité, il convient de faire une synthèse et de transférer l'ancien contenu dans des articles plus appropriés (en cas de transfert, il faut impérativement respecter la procédure Aide:Scission).

Si vous pensez que ces points ont été résolus, vous pouvez retirer ce bandeau et améliorer le plan d'un autre article.
Armand Barbès, né le 18 septembre 1809 à Pointe-à-Pitre et mort le 26 juin 1870 à La Haye, est un militant républicain français, opposant à la monarchie de Juillet.
À la suite des événements du 12 mai 1839, journée d'insurrection durant laquelle les républicains de la Société des saisons tentent de renverser Louis-Philippe, il est condamné à la détention perpétuelle, puis libéré par la révolution de 1848. Le 15 mai 1848, lorsque des militants des clubs tentent d’imposer leur loi au gouvernement provisoire, il est incarcéré, avant d'être amnistié en 1854. Il choisit par la suite de s'exiler aux Pays-Bas.

## Jeunesse
Armand Barbès naît en 1809 en Guadeloupe, fils aîné d'une famille bourgeoise. Son père est un chirurgien militaire, né à Capendu dans l'Aude, vétéran de la campagne d'Égypte, muté en Guadeloupe en 1801, il y reste jusqu'à la chute de l'Empire napoléonien.
La famille revenue dans l'Aude, à Carcassonne, Armand y reçoit en 1830, son baptême révolutionnaire. À 20 ans, avec une fibre républicaine aussi forte que précoce et un physique imposant, il a été choisi pour mener le bataillon local de la Garde nationale pendant la révolution de 1830, bataillon que son père a équipé avec ses propres deniers.

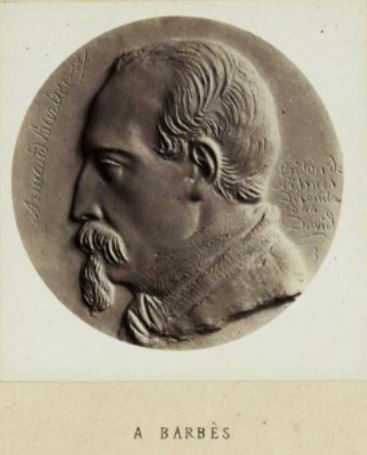
Médaillon par David d'Angers.

En 1832, Armand s’installe à Paris pour étudier. Ses parents lui ont laissé le choix entre la médecine et le droit. Révulsé par la vue du sang, il choisit le droit. Ses parents meurent, lui laissant un « gros héritage », si gros que Barbès, libéré de la nécessité de travailler est enfin libre de se soumettre à la grande passion de sa vie : « conspirer pour renverser le régime en place » et en l'occurrence, la monarchie de Juillet. En effet, à peine arrivé à Paris il avait répondu à Étienne Arago, un ami de ses parents, qui lui proposait de le faire entrer gratuitement à son théâtre : « Monsieur, je viens à Paris pour m'instruire, mais aussi pour mettre au service de la cause démocratique ma fortune, mon sang, ma vie. Mon plus grand désir est d'être présenté à Godefroy Cavaignac ».
En 1834, son adhésion à la Société des droits de l'homme (SDH), accusée d’avoir préparé l’insurrection de 1834, vaut à Barbès sa première arrestation et son incarcération à la prison Sainte-Pélagie. Il est libéré au début de 1835.
Le 12 juillet 1835, il aide Godefroy Cavaignac à organiser « la grande évasion » de 27 prisonniers (dont Armand Marrast et Joseph Guinard) de cette prison parisienne pourtant réputée « infranchissable », grâce à un souterrain dégagé sous la prison et donnant accès au jardin d’une maison mitoyenne. Armand Barbès les y attendait, s’assurant que la propriétaire de la maison ne donne pas l’alerte.
En 1834, la SDH est à peine démantelée par la police que Barbès fonde l'éphémère Société des vengeurs suivie, l'année suivante, par la Société des familles. Société dont il compose le serment d'adhésion, passage obligé pour tous les aspirants conspirateurs. C'est le commencement de sa longue et tumultueuse « collaboration » avec Blanqui. Le 10 mars 1836, Barbès et Blanqui sont arrêtés par la police, en train de charger des cartouches dans l'appartement qu'ils partageaient à Paris. Barbès, condamné à un an d'emprisonnement, amnistié en 1837 demeurera quelque temps, en famille à Carcassonne, où il échafaude les plans d'une nouvelle société secrète et écrit la brochure qui restera sa seule contribution à la littérature révolutionnaire, Quelques mots à ceux qui possèdent en faveur des Prolétaires sans travail.
Retourné à Paris en 1838, Barbès se joint à Blanqui pour former encore une autre société secrète républicaine, la très prolétaire Société des Saisons.

## La Société des Saisons
Membres fondateurs de cette société, Barbès, Blanqui et Martin Bernard préparent l'insurrection du 12 mai 1839. Trois républicains de la même veine, de la même génération, celle du combat révolutionnaire contre la monarchie de Juillet au temps de leur jeunesse, mais dont les itinéraires divergent ensuite. Martin Bernard, Blanqui et Barbès sont de la génération des sociétés secrètes. Ils ont connu les procès et la prison. Ces trois figures se ressemblent, mais seuls Barbès et Blanqui deviendront des figures emblématiques du mouvement républicain.

## Barbès et Blanqui
Ainsi, pour des raisons qui parfois se rejoignent (le sacrifice de leur liberté consenti par les deux hommes) ou diffèrent (au niveau des doctrines et des caractères), ces deux grandes figures appartiennent en effet au Panthéon républicain où ils bénéficient tous deux d’une réputation de révolutionnaires intransigeants, jamais entamée par les inévitables compromis induit par l’exercice du pouvoir. Les deux hommes qui se côtoient depuis 1836 ont bien appris à se connaître.

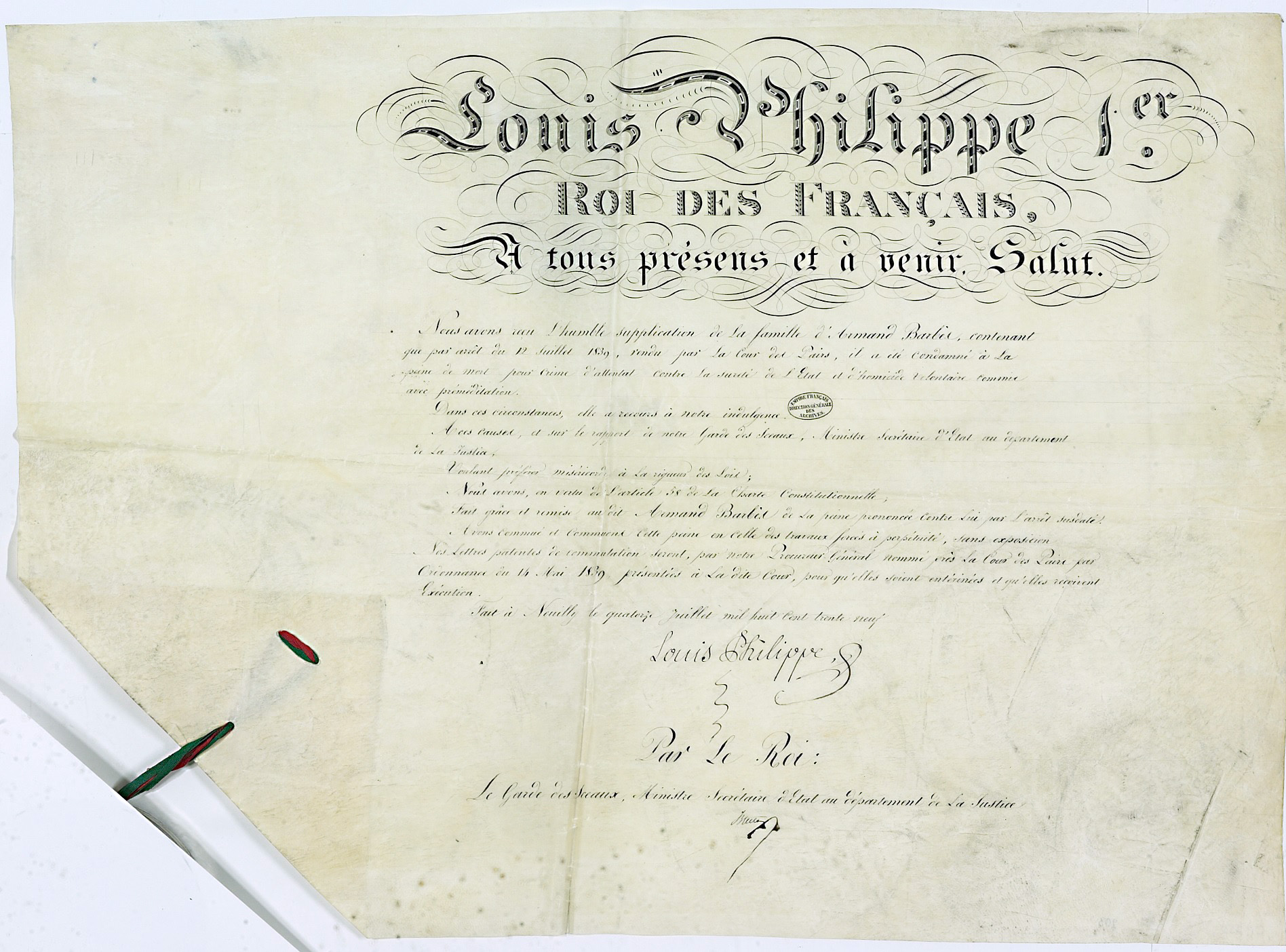
Grâce accordée à Barbès par Louis-Philippe, 14 juillet 1839. Archives nationales.

En 1839 la Société des Saisons, qu'ils ont tous deux contribué à former, est beaucoup plus prolétarienne que les sociétés secrètes précédentes et compte environ neuf cents membres. Avec son appui, Blanqui prépare un coup d’État à Paris. Il demande à Barbès, retourné à Carcassonne, d’y participer. Barbès commence par refuser, puis finit par accepter lorsque Blanqui le traite de lâche. Le 12 mai 1839, quatre cents insurgés parviennent à occuper brièvement l’assemblée, l’hôtel de ville et le palais de justice, mais le nombre et les armes leur font défaut. Barbès est arrêté tandis que Blanqui parvient à s’échapper et se cacher quelques mois. Barbès est condamné à mort, puis gracié après une intervention en sa faveur de Victor Hugo. La maison de Victor Hugo conserve un quatrain écrit à cette occasion par le poète pour implorer sa mansuétude au monarque.
L'échec du coup d'État de 1839 amène le divorce entre Barbès et Blanqui, ce qui nuit profondément par la suite à l'extrême-gauche lors de la révolution de 1848[réf. souhaitée], mais également plus tard. Blanqui, premier chef de ce coup, semble avoir cru que Barbès, qui était resté à l'écart pendant un certain temps, avait fini, épuisé par se décourager, davantage que ses camarades insurgés. De fait, libéré de prison en 1848, Barbès semble s'être mis à la disposition des révolutionnaires modérés afin de contrecarrer Blanqui. Guidé par Lamartine, il forme le club de la Révolution pour contrer la Société centrale insurrectionnelle de Blanqui prudemment rebaptisée Société républicaine centrale.
Nommé colonel de la Garde nationale du douzième arrondissement, Barbès mène ses troupes, le 16 avril contre une manifestation ouvrière menée par Louis Blanc et Blanqui. Les ouvriers exigeaient un programme social plus actif et surtout l'ajournement des élections à l'Assemblée nationale constitutive, toutes proches. Les manifestants pressentaient que si le gouvernement n'avait pas le temps d'« instruire » les provinciaux, la nouvelle assemblée serait dominée par les Parisiens conservateurs.
En mars 1848 l'hostilité entre Barbès et Blanqui éclate au grand jour avec la publication par le journaliste Taschereau d'un prétendu document (tiré des dossiers de police…) et qui prouverait que Blanqui avait trahi ses camarades conspirateurs en 1839. Bon nombre d'historiens jugent maintenant hautement probable que ce document soit « un faux diffusé (sous forme de fuites) par le gouvernement » pour déstabiliser Blanqui. Barbès, lui, semble croire à l'authenticité de ce document, ce qui provoquera de « terribles divisions » parmi l'extrême gauche, divisions toujours présentes à la fin du siècle,.
Les deux hommes qui en quelques années en arriveront à se méfier l'un de l'autre, finiront par se détester : affrontement de deux caractères, de deux logiques mais aussi séquelles des mauvais coups (insurrectionnels).

## La «trahison de Barbès»

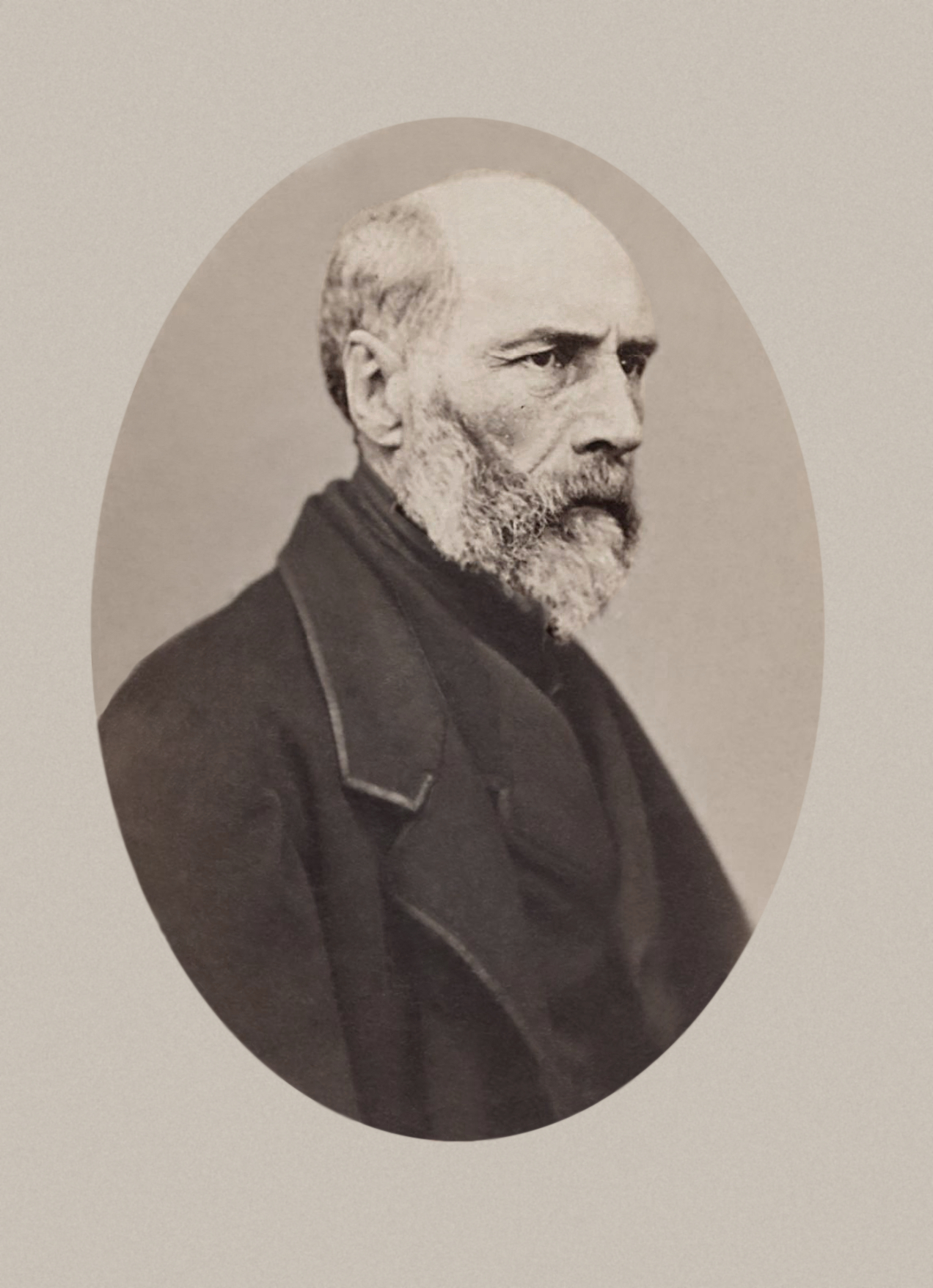
Photographie de Barbès durant son exil volontaire aux Pays-Bas, 1869.

Élu à l'assemblée constituante du 23 avril 1848, Barbès, à l'extrême gauche de l'hémicycle, représentera son département d'origine, l'Aude. Sa carrière parlementaire fut brève, car, le 15 mai, des manifestants envahissent l'Assemblée, sous le prétexte de présenter une pétition invitant le gouvernement à s'impliquer davantage pour la libération de la Pologne. Barbès, à l'origine opposé à la manifestation, a d'abord tenté de disperser la foule, mais il semble avoir perdu la tête en voyant Auguste Blanqui dans l'assemblée. Dans un effort pour prendre la tête de la manifestation face à son ennemi, il détourne l’émeute vers l'hôtel de ville, où une nouvelle république, plus radicale, serait proclamée. Véritable ballon de baudruche, l'insurrection se dégonfla d'elle-même avec l'arrivée de la garde nationale qui arrêtera Barbès. Il fut condamné à la déportation, en avril 1849, par la Haute Cour de justice de Bourges, jugé coupable d’un double attentat ayant eu pour but de renverser le gouvernement et d’exciter à la guerre civile.
Plus tard, Karl Marx écrira dans les Luttes de classe en France : « Le 12 mai [1848, le prolétariat] a cherché en vain à reprendre son influence révolutionnaire et seulement réussi à livrer des chefs énergiques aux geôliers de la bourgeoisie. » Des historiens modernes ont été beaucoup moins aimables : Georges Duveau a qualifié l'événement « de farce tragique et absurde n'ayant, dès le départ, aucune chance d'aboutir. »
Barbès connaîtra donc les geôles des différents régimes : celles de Louis-Philippe (de 1836 à 1837, de 1839 à 1848), de la Deuxième République et du Second Empire (de 1848 à 1854). Il montre un courage indomptable et chevaleresque (le « Bayard de la démocratie »), un goût du sacrifice, une acceptation de ses responsabilités qui expliquent certainement le charisme qui était le sien et dont témoignent tous les contemporains. Il y a là une part d’irrationnel qui échappe à l’analyse, un « mythe Barbès ».
Condamné à la prison à vie en 1849, Barbès fut libéré par Napoléon III en 1854. Mais, il ne revint jamais en France, se retirant dans un exil volontaire à La Haye aux Pays-Bas, où il mourut le 26 juin 1870, quelques semaines avant que la république succède au Second Empire, « événement qui l'aurait, sans aucun doute, réjoui au-delà de tout » selon Bernard Martin (Correspondance).
Il est inhumé au domaine privé de Fourtou, à Villalier dans le département de l'Aude.

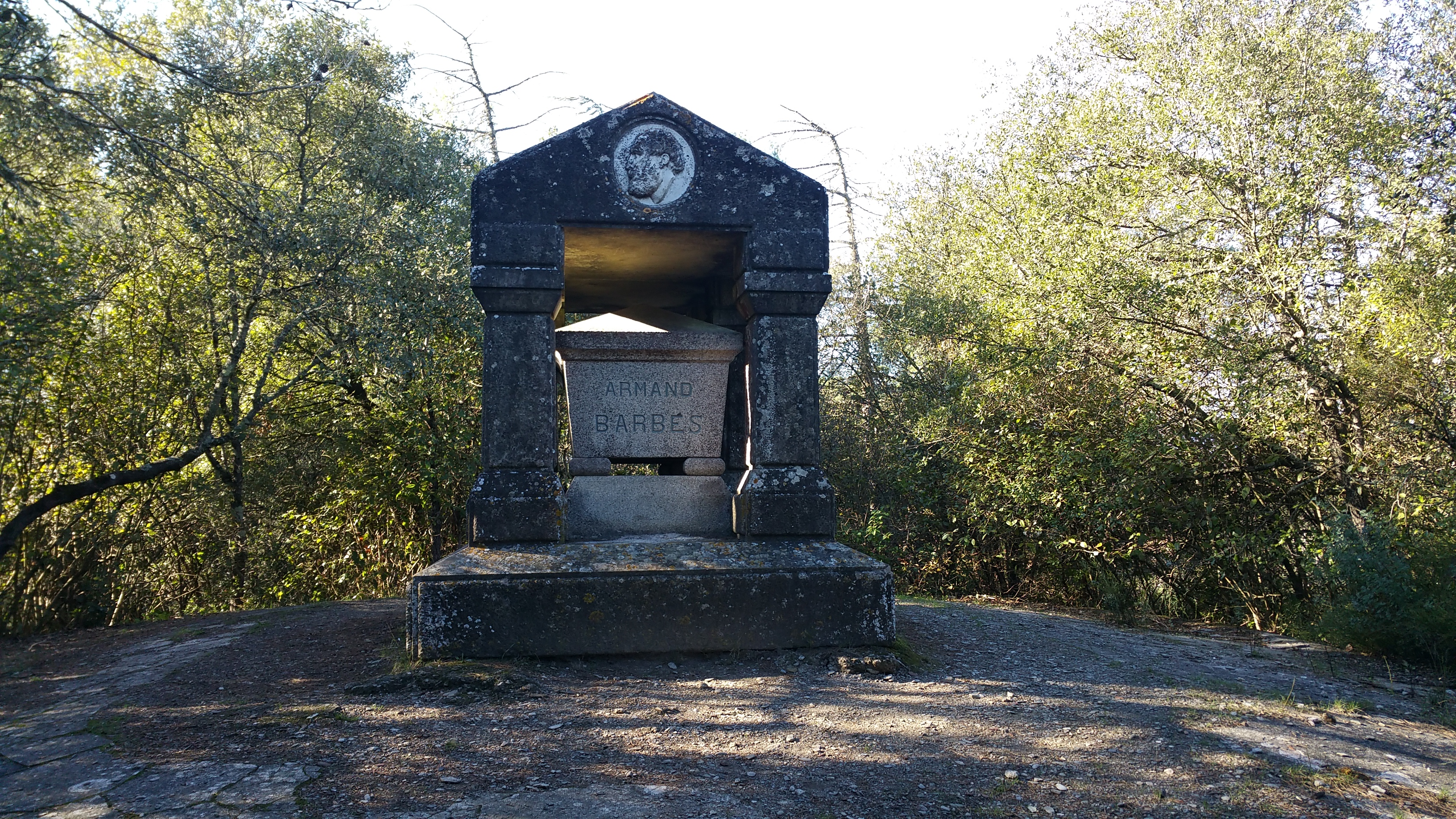
Tombeau d'Armand Barbès.

## Les sociétés secrètes
En 1831, Blanqui fonde la Société des Amis du Peuple qui fait suite à ses Cercles républicains. Selon Vidocq : « en 1833, plus de cent sociétés secrètes gangrènent Paris qui n'en peut mais. »
En 1834, La Société des droits de l'homme fondée par Barbès est démantelée par la police. Le 12 juillet 1835, Barbès parvient à faire évader 28 conjurés de la prison Sainte-Pélagie à Paris. Aussitôt, il organise l'éphémère Société des vengeurs puis la Société des familles, association clandestine de révolutionnaires républicains qui comptera bientôt de 900 à 1 600 membres, recrutés parmi les artisans de la capitale, les étudiants ou les volontaires de la Garde nationale. Il en compose le serment.
Son action est bientôt interrompue. Barbès est condamné à un an de prison pour fabrication de poudres, rue de l'Oursine, le gouvernement profitant à cette époque de l’émoi suscité par l’attentat de Fieschi, le 28 juillet 1835, pour décapiter l’opposition.
La SDF comptait, divisée en « familles », des petits groupes de 5 initiés dirigés par un « chef de famille ». En 1837, la SDF se scinda en deux groupes : la Société des saisons (SDS) et les Phalanges démocratiques.
La SDS se subdivisait en « semaines » qui regroupaient 6 hommes et un chef. Quatre semaines formaient un mois de 28 jours (comptant donc 28 initiés et un chef). Trois mois constituaient une saison et quatre saisons formaient une année. Il existait au moins trois années dirigées par Blanqui, Barbès et Martin Bernard.
Les Phalanges démocratiques étaient dirigées par Mathieu d’Épinal, Pornin et Vilcocq. Leur programme d'inspiration anarcho-communiste réclamait : « l'abolition de la propriété et de la famille, communauté des femmes, éducation gratuite, destruction des objets de luxe, dictature populaire… » Le 8 mars 1836 est découvert la « conspiration des poudres », rue de l'Oursine à Paris. Barbès et Blanqui sont arrêtés le 11, alors qu'ils déconditionnaient des cartouches pour en récupérer la poudre.
D'avril à juillet 1837 paraît une campagne d'affichage de sept proclamations enflammées, sortant de l'« Imprimerie de la République », la première étant intitulée Au Peuple. Elles annoncent la réorganisation de la Société des familles sous le nom de « pelotons ».
Les 12 et 13 mai 1839, l'insurrection des Saisons qui visait au renversement du gouvernement monarchique et à l'instauration d'une république sociale tourne mal. Barbès, blessé, est arrêté. On relève 77 tués et au moins 51 blessés du côté des insurgés, 28 tués et 62 blessés de l'autre. C'était en fait une tentative de coup d'État mais un coup d'État mal préparé, sans objectifs intermédiaires, sans porte de sortie, sans alternative vraie… Suivront 692 interpellations. Il y a plus de 750 dossiers d'inculpés au procès devant la Cour des pairs. Les archives de ce procès constituent une source intéressante pour l'étude des sociétés secrètes. La SDS qui avait succédé à la SDF mais aussi à d'autres sociétés plus fugitives comme la Société des vengeurs.
Du 11 juin au 12 juillet 1839 se tient le premier procès des insurgés de mai (19 accusés). Fidèles aux traditions carbonaristes, Barbès et Bernard refusent de se défendre. Ce dernier est condamné à la déportation et Barbès à mort. À son insu, sa sœur obtient du roi, le 14, la commutation de sa peine en travaux forcés à perpétuité, de nouveau commuée en déportation le 31 décembre.
Le 14 octobre 1839, Blanqui et cinq de ses compagnons sont arrêtés, ces derniers ne seront pas poursuivis.
En décembre 1840 est formée des Nouvelles saisons (Henri Dourille, Lucien Delahodde).
Du 13 au 31 janvier 1840 se tient le second procès des insurgés de mai 1839 (34 accusés). Comme Barbès et Bernard, Blanqui refuse de répondre. Condamné à mort le 31 janvier, sur intervention de sa femme et à son insu, à l'instar de Barbès, sa peine sera commuée en déportation le 1er février. Il rejoindra Barbès et les autres au mont Saint-Michel, alors prison d'État froide et ventée.
Le 10 janvier 1842, il participe à une tentative d'évasion avec Blanqui, Martin-Bernard et Huber. Il est repris et subit le cachot (les « Loges »). Gravement malade (phtisie laryngée), il est transféré fin novembre 1842 à la prison de Nîmes.
En 1854, Barbès, amnistié, est libéré par l'Empereur des Français Napoléon III. Il part comme exilé volontaire aux Pays-Bas et ne reviendra jamais en France. Il y meurt le 26 juin 1870, à la Haye, juste quelques mois avant la chute du Second Empire le 4 septembre 1870 et « la proclamation de la République, événement qui sans aucun doute aurait réjoui ses derniers instants ».

## Jugement des contemporains
Il fut surnommé par ses admirateurs « le Bayard de la démocratie » (Proudhon). George Sand, avec qui il tint une correspondance, en dresse en 1867 le portrait suivant : « Un être invraisemblable à force d'être saint et parfait. Valeur immense, sans application immédiate en France ».

## Œuvres
- Armand Barbès, Quelques mots à ceux qui possèdent en faveur des Prolétaires sans travail, Carcassonne, 1837.
- Armand Barbès, Quelques mots à ceux qui possèdent, en faveur des prolétaires sans travail (œuvre littéraire), Imprimerie de H. V. de Surcy, Paris, 1848..
- Armand Barbès, Deux jours de condamnation à mort, 1re édition Bry ainé Paris 1848, 2e édition Pellet Paris 1849, 3e édition Pagnerre Paris 1870, 4e édition Boulanger Paris 1893, 5e édition l'Atelier du gué Villelongue-d'Aude, 2005.
- Sand Barbès Lettres d'hier et d'aujourd'hui Correspondance d'une amitié républicaine 1848-1870 Préface et notes par Michelle Perrot, Editions Le Capucin, 1999.

## Nommés d'après lui

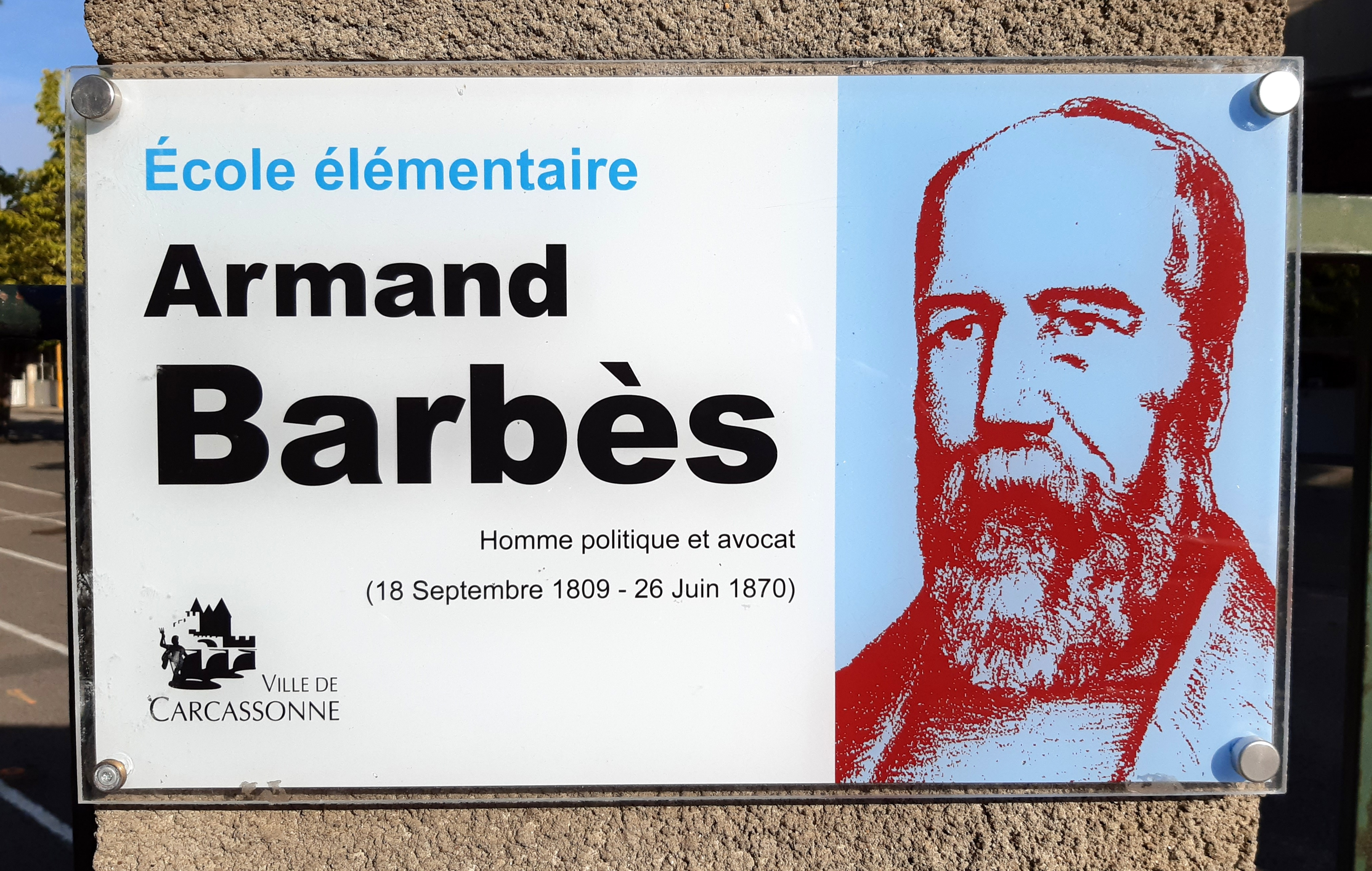
Plaque apposée devant l'entrée de l'école Armand Barbès à Carcassonne.

- Monument dédié à Armand Barbès, situé sur le boulevard éponyme à Carcassonne.Plaque apposée devant l'entrée de l'école Armand Barbès à Carcassonne.Le ballon monté avec lequel Léon Gambetta s'échappa de Paris assiégé le 7 octobre 1870 portait le nom Armand-Barbès

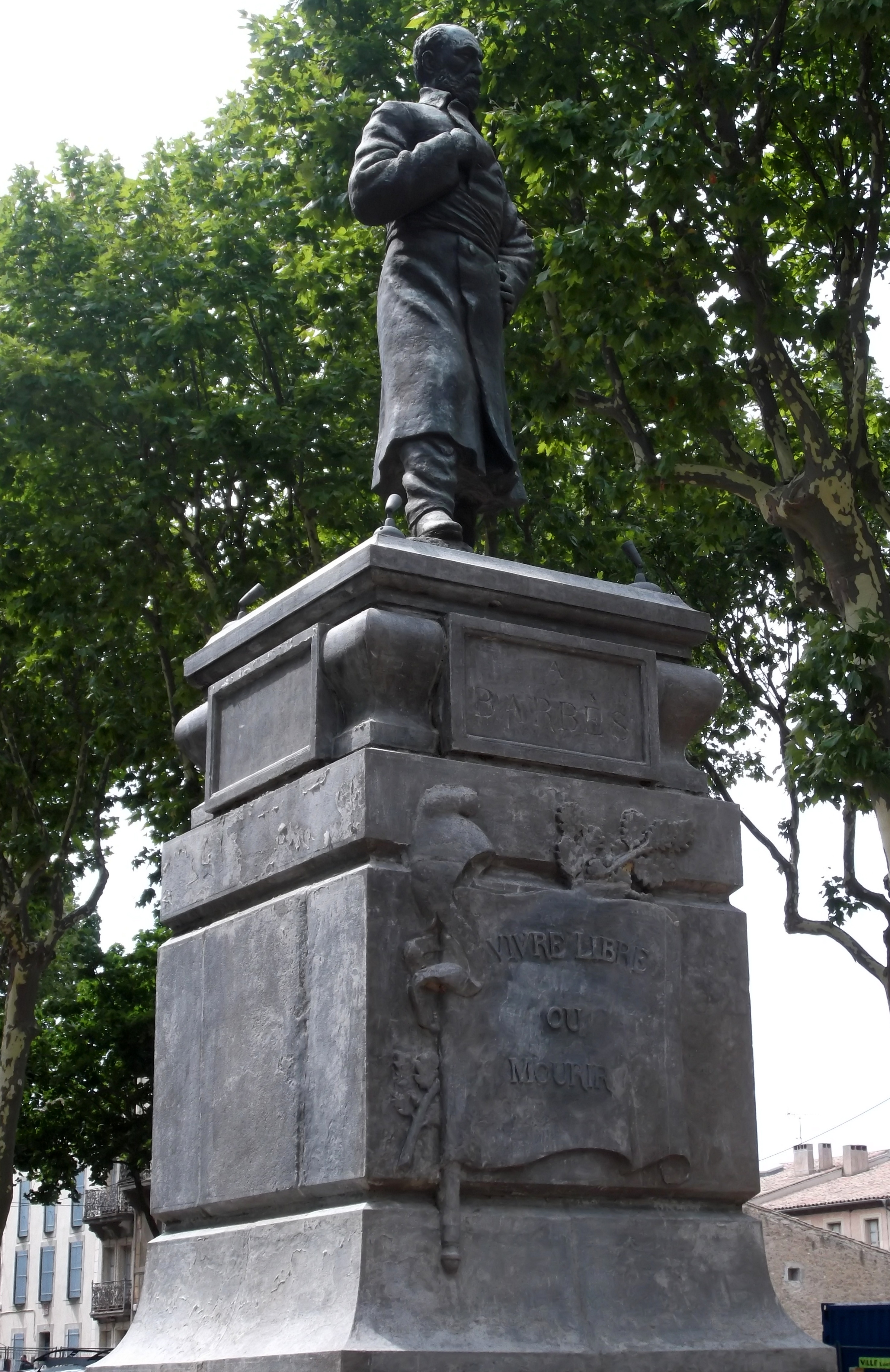
Monument dédié à Armand Barbès, situé sur le boulevard éponyme à Carcassonne.

- Le Boulevard Barbès dans le 18e arrondissement de Paris, nommé en 1892.
- Une école maternelle à Toulon.
- Un boulevard, une rue (en 1870) et une école à Carcassonne.
- Un boulevard à Marseille.
- Une rue à Le Mans, Toulouse, Bordeaux, Rochefort, Auch, Béziers, Vauvert, Pézenas, Beaucaire, Courbevoie, Ivry-sur-Seine, Montrouge, Rennes, Sotteville-lès-Rouen, Brest, Bourges, Bram, Quillan, Coursan, Limoges, à Pointe-à-Pitre et Narbonne.
- une avenue à Aulnay-sous-Bois, Saint-Maur-des-Fossés, Villepinte, Châteaurenard, Espéraza et Lézignan-Corbières.

## Exposition «Armand Barbès et la Révolution de 1848»
Une exposition « Armand Barbès et la Révolution de 1848 » s'est tenue au Musée des beaux-arts de Carcassonne du 6 novembre 1998 au 2 février 1999. Trois lettres adressées à Barbès, émanant d'ouvriers de Rouen y furent exposées. Ces lettres sont conservées aux Archives nationales (référence W 574 dossier 2).
- Pièce 76 :
 « Citoyen Barbès, ont na tuer nos frères ont les a masacré les scélérats de gardes nationaux de rouen ont eu la noirceur de mordre leurs balles vangeance contre ces boureaux des armes et des secours des armes et des braves pour ce mettre a notre tête en voyez nous des armes vangeance

salut et fraternité

Florentin. »
- Pièce 101 : « Vieux voleur viens si tu ouse si tas du cœur et ton ami Blanqui et ta clique viens si tu as du cœur nous t'en défions il en retournera pas un de ta clique viens on te recevra je t'en pris voleur

les rouennais, Léon Merde. »
- Pièce 119 : « Misérables que vous êtes vous ossez qualifier les evenemens de rouen de tueries, decendez dans le fonds de votre âme et vous sentirez ce que vous êtes, oubliez vous que vous avez en pareil circonstance assassiné impitoyablement un brave officier que l'armé regrette encor à l'heure qu'il est, Dieu qui n'oublie pas, il vous tiendra compte de vos crimes et du mal que vous cherchez a faire a la France vous voudriez pour laver votre crime faire revenir les assassinats de 93 mais détrompez vous la France est calme elle ne veut pour la gouverner que de hommes sage et modérés elle ne veut pas d'assassin dans son sein arrière donc vous qui êtes coupable allez subir l'infamie qui pèse sur vous loin d'un pays dont vous êtes indigne de représenter

Un ouvrier de rouen. »